# Woltersdorf (Lauenburg)
Woltersdorf település Németországban, Schleswig-Holstein tartományban. Lakosainak száma 333 fő (2023. december 31.).

## Népesség
A település népességének változása:
| Lakosok száma | 227  | 284  | 290  | 338  | 341  | 333  |
|               | 1975 | 2017 | 2019 | 2021 | 2022 | 2023 |